# کائورو موری
کائورو موری (انگلیسی: Kaoru Mori؛ زادهٔ ۱۸ سپتامبر ۱۹۷۸) مانگاکا، و نویسنده اهل ژاپن است.